# Geomackiea zephyrolata
Geomackiea zephyrolata is een hydroïdpoliep uit de familie Pandeidae. De poliep komt uit het geslacht Geomackiea. Geomackiea zephyrolata werd in 1985 voor het eerst wetenschappelijk beschreven door Mills. 